# Cosmoselachus mehlingi
Cosmoselachus mehlingi es la única especie del género monotípico extinto Cosmoselachus de condrictios simmoriiformes del Carbonífero Superior (subperíodo Misisípico) de Arkansas, Estados Unidos que se conoce a partir de un espécimen parcial que incluye el cráneo, las mandíbulas, los arcos branquiales, las aletas pectorales y dientes.

## Descubrimiento y denominación
El espécimen holotipo de Cosmoselachus, AMNH FF 20509, fue descubierto en 1979 en sedimentos de Esquisto de Fayetteville cerca de Cove Creek en el Condado de Searcy, Arkansas, Estados Unidos. Desde su descubrimiento, el espécimen resultó dañado y ha experimentado desintegración de pirita mientras estaba almacenado en el Museo Americano de Historia Natural. El fósil consta de mandíbulas inferiores casi completas con dientes, una mandíbula superior parcial y basicranio, elementos del arco branquial, cartílago de una cintura pectoral parcial, aletas pectorales e impresiones de aletas.
Bronson et al. (2024) describieron a Cosmoselachus mehlingi como un nuevo género y especie basándose en dichos fósiles. El nombre genérico, " Cosmoselachus ", combina el apodo del especialista en museos del AMNH, Carl Mehling ("Cosm"), con el griego "σέλαχος" ("selachos"), que se refiere a los condrictios.  El nombre específico, "mehlingi", honra a Carl Mehling y sus contribuciones paleontológicas.

## Clasificación
En sus análisis filogenéticos, Bronson et al. recuperaron a Cosmoselachus como un miembro de la familia de los falcátidos del orden Symmoriiformes. Dicho clado tendría una posición por fuera de Holocephali, lo que contrasta con algunos otros estudios. Sus resultados se muestran en el cladograma a continuación: 
|  | Akmonistion |
|  |             |
|  | Kawichthys  |
|  |             |

|  | Cobelodus                                                 |
|  |                                                           |
|  | \| \| Dwykaselachus \| \| \| \| \| \| Ozarcus \| \| \| \| |
|  |                                                           |
|  | Dwykaselachus                                             |
|  |                                                           |
|  | Ozarcus                                                   |
|  |                                                           |

|  | Dwykaselachus |
|  |               |
|  | Ozarcus       |
|  |               |

|  | Akmonistion |
|  |             |
|  | Kawichthys  |
|  |             |

|  | Cobelodus                                                 |
|  |                                                           |
|  | \| \| Dwykaselachus \| \| \| \| \| \| Ozarcus \| \| \| \| |
|  |                                                           |
|  | Dwykaselachus                                             |
|  |                                                           |
|  | Ozarcus                                                   |
|  |                                                           |

|  | Dwykaselachus |
|  |               |
|  | Ozarcus       |
|  |               |

|  | Akmonistion |
|  |             |
|  | Kawichthys  |
|  |             |

|  | Cobelodus                                                 |
|  |                                                           |
|  | \| \| Dwykaselachus \| \| \| \| \| \| Ozarcus \| \| \| \| |
|  |                                                           |
|  | Dwykaselachus                                             |
|  |                                                           |
|  | Ozarcus                                                   |
|  |                                                           |

|  | Dwykaselachus |
|  |               |
|  | Ozarcus       |
|  |               |

|  | Akmonistion |
|  |             |
|  | Kawichthys  |
|  |             |

|  | Cobelodus                                                 |
|  |                                                           |
|  | \| \| Dwykaselachus \| \| \| \| \| \| Ozarcus \| \| \| \| |
|  |                                                           |
|  | Dwykaselachus                                             |
|  |                                                           |
|  | Ozarcus                                                   |
|  |                                                           |

|  | Dwykaselachus |
|  |               |
|  | Ozarcus       |
|  |               |

|  | Akmonistion |
|  |             |
|  | Kawichthys  |
|  |             |

|  | Cobelodus                                                 |
|  |                                                           |
|  | \| \| Dwykaselachus \| \| \| \| \| \| Ozarcus \| \| \| \| |
|  |                                                           |
|  | Dwykaselachus                                             |
|  |                                                           |
|  | Ozarcus                                                   |
|  |                                                           |

|  | Dwykaselachus |
|  |               |
|  | Ozarcus       |
|  |               |

|  | Akmonistion |
|  |             |
|  | Kawichthys  |
|  |             |

|  | Cobelodus                                                 |
|  |                                                           |
|  | \| \| Dwykaselachus \| \| \| \| \| \| Ozarcus \| \| \| \| |
|  |                                                           |
|  | Dwykaselachus                                             |
|  |                                                           |
|  | Ozarcus                                                   |
|  |                                                           |

|  | Dwykaselachus |
|  |               |
|  | Ozarcus       |
|  |               |

|  | Akmonistion |
|  |             |
|  | Kawichthys  |
|  |             |

|  | Cobelodus                                                 |
|  |                                                           |
|  | \| \| Dwykaselachus \| \| \| \| \| \| Ozarcus \| \| \| \| |
|  |                                                           |
|  | Dwykaselachus                                             |
|  |                                                           |
|  | Ozarcus                                                   |
|  |                                                           |

|  | Dwykaselachus |
|  |               |
|  | Ozarcus       |
|  |               |

|  | Akmonistion |
|  |             |
|  | Kawichthys  |
|  |             |

|  | Cobelodus                                                 |
|  |                                                           |
|  | \| \| Dwykaselachus \| \| \| \| \| \| Ozarcus \| \| \| \| |
|  |                                                           |
|  | Dwykaselachus                                             |
|  |                                                           |
|  | Ozarcus                                                   |
|  |                                                           |

|  | Dwykaselachus |
|  |               |
|  | Ozarcus       |
|  |               |